# 麦克斯威尔·马尔茨
麦克斯威尔·马尔茨（英語：Maxwell Maltz，1889年3月10日—1975年4月7日），美国整形医生，1923年在哥伦比亚大学医学院获得博士学位。1960年出版书籍《心理控制术》被认为是最知名的自助书籍之一